# Live Foyn Friis

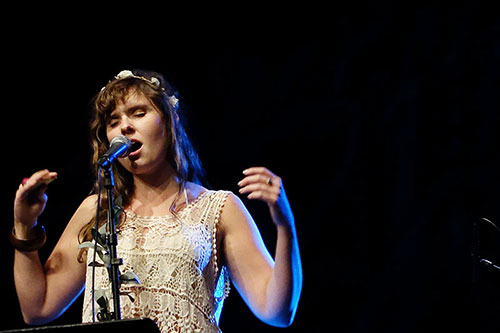
Live Foyn Friis (2015)

Live Foyn Friis (* 10. September 1985 in Asker, Provinz Akershus, Norwegen) ist eine norwegische Pop-Jazz-Sängerin und Songwriterin, die in Dänemark und Schweden lebt.

## Leben und Wirken
Friis wuchs in einem musikalischen Elternhaus auf. Mit dreizehn Jahren legte sie das Saxophon zur Seite und begann damit, eigene Songs zu schreiben und zu singen. Nach der Studienvorbereitung an der Sund Folkehøyskole studierte sie seit 2005 am Konservatorium in Tromsø, an der Kungliga Musikhögskolan in Stockholm und an Det Jyske Musikkonservatorium in Århus und schloss 2011 mit einem Master ab. Seit ihrer Zeit in Tromsø gab sie Konzerte mit lokalen Bands wie den Gruppen AMOK oder Live Friis & Co og Groove Design. Mit Bobby McFerrin sang sie 2009 ein Duett im Kulturhaus von Tromsø.
Friis stellte sich als Sängerin und Songschreiberin mit ihrer Band Foyn Trio! vor, in der sie mit Alex Jønsson (Gitarre, Effekte und Gesang) und Jens Mikkel Madsen (Kontrabass, Gesang) zusammenarbeitet.
Sie leitet auch die Band Live Foyn Friis, bestehend aus dem Schlagzeuger Andreas Skamby, sowie den Mitgliedern des Foyn Trios, außerdem das Orchester Live Foyn Friis with Strings, bestehend aus den Bandmitgliedern von Live Foyn Friis sowie einem Streichquartett (mit Louise Grom, Amalie Kjældgaard, Mikkel Schreiber und Maria Edlund).
Friis trat zudem 2012 in Kopenhagen mit der DR Big Band auf und wurde als Årets unge jazzkomponist (diesjähriger junger Jazzkomponist) und Danmarks Nye Jazz Stjerne (Dänemarks neuer Jazzstar) ausgezeichnet. Außerdem wurde das Album Joy Visible des Foyn Trio für Årets Danske Vokaljazz Utgivelse (Diesjährige Danske Vokaljazz Veröffentlichung) nominiert, alles anlässlich der Danish Music Awards 2012. Später arbeitete sie mit dem Aarhus Jazz Orchestra.
Friis veröffentlichte bisher sechs Alben in diesen und weiteren Konstellationen. Sie tourte in Brasilien, Nordamerika, Kuba, Japan und mehrfach durch Europa. Sie ist überdies mit Brian Blade, John Scofields Überjam Band und Thomas Morgan aufgetreten. Weiterhin ist sie auf Alben von  Touché Monet, The Bob Nova Project, The Baby Zebras, mit der Randers Big Band und mit Echo Me sowie auf diversen Singles zu hören.

## Diskografische Hinweise
- Foyn Trio!: Joy Visible (2011)[6]
- Running Heart (2014)[7]
- With Strings (2014/2015)
- With Aarhus Jazz Orchestra (2017)
- Live Foyn Friis (2018)
- Foyn/Hess/AC/Sommer: Willow (2018, mit Nikolaj Hess, Anders Christensen, Daniel Sommer)